# A Crazy Little Thing Called Love
A Crazy Little Thing Called Love  （タイ語: สิ่งเล็กเล็ก ที่เรียกว่า...รัก Sing lek lek thi riak wa ... rak 英語: First Love）は、2010年公開のタイの映画である。ジャンルは、ロマンティック・コメディ 。マリオ・マウラーおよびピムチャノック・ルーウィセートパイブーン主演。2011年にアジア各地でスリーパーヒットした。中学1年時に3学年年上の先輩、チョーンに恋をし、3年間、必死に注目を集めようとする少女・ナムの物語である。

## あらすじ
ナムは、特に魅力的な容姿ではない、眼鏡を掛けた、日焼けした少女であり、彼女が中等学校に入ったところから物語は始まる。
生家は母親が経営する朝食付き宿であり、学業やチアーら友達との遊びの傍ら、家業の手伝いもしている。父親はアメリカでタイ料理店のアシスタントとして働いており、5年間彼女と妹は会っていなかった。ごく普通の成績である彼女らは、父親と、学年1位のごほうびとしてアメリカ行きのチケットを約束しており、真剣に勉強を始めていた。そして、彼女は、見栄えがよく人気のある、3学年年上の新入生であるチョーンに恋をする。
ナムと友達らが学校のドリンクスタンドで順番を待っている時、彼女らはバスケ部の少年らに割り込まれてしまう。その嫌がらせを見たチョーンは、さらに割り込んで飲み物を買うことでナムたちを助けた。
学校からの帰り道、ナムはチョーンが件の少年らと喧嘩になったと聞き、すぐに現場に駆けつけたが、喧嘩は既に終わっていた。彼女は床に血まみれのボタンを見つけ、それがチョーンのものであると考え、記念品として持ち帰り、それを"ボタンさん"と呼ぶことにする。翌日、チョーンはその事件で学校長から体罰を受けた。罪悪感を感じたナムはチョーンに近づき、絆創膏を渡すが、チョーンはそれがナムのせいではないといい、彼女に感謝した。ナムは、チョーンが自分の名前を知っていたことを知り、喜ぶ。
ナムの初恋は、ほどなくチアーら3人の親友に知られることになり、彼女らの熱心な勧めで、「愛の9つのヒント」という本のおまじないを試すことにする。この本は、世界各地の恋愛成就のおまじないが書かれたものだが、説明されている方法のいくつかは、当初ナムにとって風変わりに聞こえるものだった。しかし、最終的には彼女は進んですべてを試す。星を指差してチョーンの名前を綴る、彼を念じて操る、オートバイのサドルにプレゼントを置くなど、どれも彼に気付かれるためのおまじないだったが、一見して無駄に終わる。学期末である夏休み、彼女は歯列矯正を行い、眼鏡からコンタクトに切り替え、野菜、果物やハーブでいろいろな肌ケアを行い、外見を改善しようとする。
中学2年生の初め、ナムと友達らは、放課後のクラブ申し込みの列に並んでいる時、学友であるフェイとの争いに巻き込まれる。騒ぎになった結果、ナムと友達らは、一番人気であるタイダンスのクラブへの入部を禁じられてしまう。代わりに、彼らの英語教師であるイン先生は、英語劇クラブに入部させる。そして、英語の成績が学年いち良かったナムは、次の学校祭で白雪姫を演じることになった。
ナムが驚くことに、チョーンは大道具の担当として演劇に携わっていた。またナムは、女性の上級生であり、イン先生によって演劇部のメイク担当としてスカウトされていた、チョーンの親友の1人であるピンとも友達になった。ピンはメイクアップによってナムの容姿を大きく変えたが、それをみてもチョーンは以前と何も違わないとしか応えない。とは言え、リハーサル中には、チョーンが王子様の代役になったり、ナムがステージから落ちるのをチョーンが止めたり、チョーンの連絡先を見つけたりするなどのナムにとって嬉しい出来事も起きた。
劇当日、チョーンは劇を見には来なかった。ナムはタイダンス部の実演を見に行ったと嘆く。ただ彼は校長から、同日に行われる写真コンテストへの参加を強要されていただけだった。演劇後の舞台裏で、ナムはかみ傷のあるリンゴと、リンゴを味わったが毒はなかったという匿名のメモを見つける。ナムはチョーンが書いたものと思ったが、確信は持てなかった。
後日、学校の食堂で彼女の演劇の映像が上映され、ナムはすぐに学校で話題になる。そのころ、チョーンの幼なじみのトップが、年の半ばながら転入して来ていた。その映像を見たトップは、ナムに一目惚れする。
ナムは中学3年に進級する。学校のバンドで起きたトラブルからイン先生にドラムメジャーの代役としてスカウトされ、一度はクビになったものの努力して役を勝ち取り、地域のスポーツパレードでの活躍を経て、人気は急上昇する。同じ頃、同じ学校の高校3年になったチョーンは、ペナルティキックを成功させ、ようやく学校のサッカーチームに入る決心をする。
バレンタインデーに、チョーンはナムに根こそぎに抜かれたバラの木をプレゼントする。チョーン以外から山ほどのプレゼントを貰いつつも失望していたナムは喜ぶが、チョーンはそれが彼の友人からのものだと続け、ナムの歓喜は再び失望に変わる。その夜遅く、ナムはカバンの中に、校舎の3階での待ち合わせを指定するメモを見つける。翌日、待ち合わせ場所に行くと、チョーンが階段を上ってくる。チョーンは挨拶しようとするが、それはトップに中断される。ナムのカバンにメモを入れたのはトップだったのだ。トップはナムに、自分の彼女になるよう告白する。この突然の提案にナムは驚き、友達らと相談する。しかし、断ってトップを傷つければ、友人であるチョーンとも関係が台無しになることを恐れ、明確に断ることができなかった。一方、トップはこれを受け入れと見なし、ナムをガールフレンドとして宣言する。彼はナムとチョーンの試合を見に行ったり、友人らとのピクニックに参加させたりしたが、それは意図せずに彼女をチョーンに近づけた結果となる。ナムがチョーンやトップらのグループとの付き合いが増えたことで、チアーら以前からの友達とナムの関係は冷え込んでいく。
ある日、チョーンは父親について、ナムに告白する。彼は父親がペナルティキックを失敗した日の生まれで、父親がサッカーをあきらめた理由がチョーンのせいだと思っていたのだ。また、友人の誕生日パーティーの最中に、トップはチョーンとの約束についての話を公開した。以前の失敗の経験から、2人は決して同じ女の子を好きにならないよう約束したのだ。お祝いの最中に、トップはナムの不快感を和らげようと、突然ナムの頬にキスをする。パーティーの帰り、ナムはトップに、もう関わりを持たないこと、そもそもトップの告白を受け入れていなかったこと、それゆえトップにはキスする資格がなかったことを告げる。そして、自分が別の人に恋をしているとも話し、その相手の名を言わずに別れる。取り乱したトップは、チョーンにナムを追いかけないことを約束させる。友達が全くいなくなったナムは、卒業試験に向けて勉強に時間を集中する。
試験後、年度末のある日、ナムは3人の親友と涙を流しながら和解する。その翌日、彼女は学校1位になったことを知った。それは、アメリカに行くのは時間の問題になった、ということであった。チアーら親友らは、ナムが例の本には書かれていない「10番目のヒント」をやり遂げるため、最後にもう一度集まる。それは「直接告白すること」だった。チョーンの卒業の日、ナムは友達の助けを借りて勇気を振り絞り、ついにチョーンへ告白した。過去3年間彼に恋をしていたことを涙ながらに明らかにし、チョーンからバレンタインにもらったバラをトリミングしたものに、"ボタンさん"をコラージュしたカードを添えてチョーンに渡す。ところが、チョーンは、自分が1週間前にピンに告白され、付き合い始めたことを明らかにし、ナムは失望する。チョーンのシャツへの寄せ書きには、左胸にピンの愛の言葉が書かれていたのだ。
その夜、チョーンは帰宅して、バンコクグラスフットボールクラブの研修生プログラムにスカウトされたことを知る。研修キャンプはその夜に出発する必要があった。彼は自分の部屋に入り、ナムの写真が入ったアルバムを取り出す。実はチョーンは同じ頃からナムに恋をしていて、いつの日か彼の本当の気持ちを明らかにしようとアルバムに日記をつけていたのだった。ナムにとってつれなかった数々の返事も、彼の照れや本当の気持ちやタイミングのずれから来るものだった。しかし、彼には依然告白する勇気はなく、今のタイミングは過去最悪だった。バンコクに向けて出発する前に、チョーンはナムの家の前にアルバムを置いていく。その頃、ナムは寝室で泣いていた。
9年後、ナムはファッションデザイナーとしてニューヨークで成功し、名を馳せる。彼女はテレビのトークショーにゲストとして招待され、タイに戻ってくる。トークショーではナムは自分のキャリアについて話し、在りし日の学校での日々を語った。彼女の初恋の話題が持ち上がったところで、ナムはかつて見たアルバムを見せられる。アルバムを作った者はサッカー界で活躍し、引退後すぐにプロの写真家になったと教えられ、そこにその主であるチョーンが登場する。チョーンは"ボタンさん"を取り出してナムに返し、それはもともと自分のものではなかったと話す。ナムはチョーンに、結婚しているかどうか尋ねる。ややあってチョーンは、ある人がアメリカから帰ってくるのを待っていた、と返事する。

## キャスト
- ピムチャノック・ルーウィセートパイブーン : ナム。みすぼらしく、容姿に難のある中学1年生。成績はだいたい平均以下だが、英語の成績だけはいい。
- マリオ・マウラー : チョーン。見た目がよく、人気のある高校1年生。サッカーの才能があるが、遊びでやるばかりで、試合に出る気がない。
- Sudarat Butrprom : イン先生。英語教師で、学校の英語劇部の顧問でもある。
- Acharanat Ariyaritwikol : トップ。高校2年の学期中に転入してきた生徒。チョーンとは小学生時代からの親友。
- Kachamat Pormsaka Na-Sakonnakorn : ピン。チョーンの友人。英語劇部の学校公演に際し、メイク担当としてスカウトされてくる。
- Paweena Rojinda Ngam : チアー。ナムの友人。友人グループのリーダー格。
- Nisa Boonsantia : キー。ナムの友人。
- Sasiprapha Thanuchavivat : ニム。ナムの友人。
- Tangi Namonto : ポン先生。体育教師で、イン先生の憧れ。
- Pijitra Siriwerapan : オーン先生。
- Yanika Thongprayoon : フェイ。
- Puttipong Pormsaka Na-Sakonnakorn : チョーンの父。
- Front Montgomery : チョーンの母。
- Maneerat Wongjirasak : ナムの母。
- Kajathaneeya Srirotwattana : ペーン。
- Natthaphat Arunsirisakul : エーク。

## 公開
タイの王妃誕生日/母の日の含まれる週末連休となった2010年8月12日から15日の4日間、この映画は僧侶に関するドタバタコメディ映画であるLuangphee Teng 3とトイストーリー3に続く、3位となった。しかし、翌週には2位に上昇した。最終的に、この映画は約260万ドル（または7000万バーツ）を稼いだ。
フィリピンでは2011年6月5日にタガログ語に吹き替えられて ABS-CBNで放映され、6月20日と10月28日に再放送された。さらにこの映画は、視聴者のリクエストにより、感謝祭のシーズン中に movie cable networkで午後8時から再放送された。さらに2012年3月30日と2012年6月9日に、無料の映画番組であるKapamilya Blockbustersで再放送された。ノーカット上映はその子会社ネットワークとフィリピンのアジアフルシーンとノーカットシーンは、その子会社ネットワークとフィリピン-アジアヒット映画ネットワークであるシネマワンで放送された。
この映画は、2011年上海国際映画祭でも公開された。

## サウンドトラック
- "Someday" Marisa Sukosol Numphakdi
- "A Little Thing Called Love" Wan Thanakrit
- "Because of My Heart" Chick Whantana
- "Someday I'll Be Good Enough" ボディスラム
- "The Star" ピムチャノック・ルーウィセートパイブーン
- "Day, Month Year (DMY)" Kachamat Pormsaka Na-Sakonnakorn

## 受容
この映画は、田舎の「心地よい」アプローチと自然な演技に、対照的な、当時の最もロマンチックな10代のコメディーで賞賛された。 タイでは、映画は週末のグロスからほぼ100の映画館で3位になり、次の週末には"アンニョン 君の名は"に続く2位となった。 この映画と同時公開だった上位2本の映画(トイストーリー3を含む)は、それぞれ3位と4位に落ちた。 この映画は、次の週末に3位を維持し、6週間連続でトップ5に入った。この映画は、ほぼ10週間（2010年10月まで）映画館で上映され、タイ映画史上最も長く上映された映画の1つになった。 この映画の総収入は2,659,443ドルで、タイで2番目に高収入の国内制作映画となった。
2011年の初めまでに、映画のコピーがインターネットにアップロードされ、他のいくつかの国が上映権を申請した。
フィリピンでは、この映画がフィリピン語で吹き替えられ、2011年6月5日にABS-CBNで無料テレビに放映された後、視聴者から高反響を得た。それは日中の支配的視聴率となった。  無料テレビで最初に放映されてからわずか2週間後の6月20日、この映画は午後の時間帯で再放送された。映画番組の時間帯は、他の番組と比較して最高の視聴率となった。
映画の主役であるマリオ・マウラーとピムチャノック・ルーウィセートパイブーンは、2013年8月3日、地元の衣料品ブランドが開催する翌日のファンミーティングに出席するためにフィリピン入りした。
フィリピンでのこの映画の成功を受けて、スターシネマはエリック・ゴンザレス、マリオ・マウラー、ピムチャノック・ルーウィセートパイブーンを主演に、フィリピンのロマンチックコメディ映画「Suddenly It's Magic」を制作してリリースした。

## 日本での上映
この映画は、2021年4月現在まで一般上映されたり、日本語版DVD等が発売されたりはしていないが、以下の映画祭等で上映されている。
第3回沖縄国際映画祭
2011年3月に開催された映画祭。3月26日、3月27日に「A Crazy Little Thing Called Love」の題名で上映された。

## 受賞
| 年     | 賞                                 | カテゴリー                          | ノミネート作品                                   | 結果       |
| ------ | ---------------------------------- | ----------------------------------- | ------------------------------------------------ | ---------- |
| 2010年 | トップアワード                     | 最優秀映画賞                        | First Love                                       | 受賞       |
| 2010年 | トップアワード                     | 最優秀映画監督                      | Puttipong Pormsaka Na-Sakonnakorn＆Wasin Pokpong | ノミネート |
| 2010年 | トップアワード                     | 最優秀男優賞                        | マリオ・マウラー                                 | 受賞       |
| 2010年 | トップアワード                     | 最優秀新人女優賞                    | Pimchanok Luevisadpaibul                         | 受賞       |
| 2010年 | トップアワード                     | 助演女優賞                          | Sudarat Budtporm                                 | 受賞       |
| 2010年 | 第8回Starpicsタイ映画賞            | 最優秀女優賞                        | Sudarat Budtporm                                 | 受賞       |
| 2010年 | 第19回バンコク批評家会議賞         | 助演女優賞                          | Sudarat Budtporm                                 | 受賞       |
| 2010年 | 第19回バンコク批評家会議賞         | 最優秀俳優賞                        | マリオ・マウラー                                 | ノミネート |
| 2010年 | スターエンターテインメントアワード | 最優秀女優賞                        | Sudarat Budtporm                                 | 受賞       |
| 2010年 | スターエンターテインメントアワード | 最優秀俳優賞                        | マリオ・マウラー                                 | ノミネート |
| 2011   | 第8回コムチャドルーク賞            | 優秀女優（映画）                    | Pimchanok Luevisadpaibul                         | ノミネート |
| 2011   | 第3回沖縄国際映画祭                | 長編映画"Laugh"部門海人賞グランプリ | First Love                                       | 受賞       |
| 2011   | タイ映画祭アワード                 | 今年の映画                          | First Love                                       | 受賞       |
| 2011   | タイ映画祭アワード                 | 主演女優賞                          | Pimchanok Luevisadpaibul                         | 受賞       |
| 2011   | タイ映画祭アワード                 | 映画音楽賞                          | First Love                                       | ノミネート |
| 2011   | 第20回スパナホンサ賞               | 最優秀女優賞                        | Pimchanok Luevisadpaibul                         | ノミネート |
| 2011   | 第20回スパナホンサ賞               | 優秀作曲賞                          | グラウンドミュージック                           | ノミネート |
| 2011   | 第20回スパナホンサ賞               | ミュージックエクセレンスアワード    | First Love                                       | ノミネート |
| 2011   | MThaiトップトークアワード          | トップトーク-映画について           | First Love                                       | 受賞       |
| 2011   | MThaiトップトークアワード          | 2011年のスターカップル              | マリオ・マウラーとPimchanok Luevisadpaibul       | 受賞       |
| 2011   | 第21回タイ国立映画協会賞           | 最優秀女優賞                        | Pimchanok Luevisadpaibul                         | ノミネート |
| 2011   | 第21回タイ国立映画協会賞           | 最優秀歌曲賞                        | First Love                                       | ノミネート |
| 2011   | 第13回ウーディネ極東映画祭         | テクニカラーアジア賞                | First Love                                       | 受賞       |
| 2011   | サイアムダラスターアワード         | 最高の映画                          | First Love                                       | ノミネート |
| 2011   | サイアムダラスターアワード         | 最優秀監督賞                        | Puttipong Pormsaka Na-Sakonnakorn＆Wasin Pokpong | ノミネート |
| 2011   | サイアムダラスターアワード         | 傑出した映画女優                    | Pimchanok Luevisadpaibul                         | ノミネート |
| 2011   | サイアムダラスターアワード         | 最優秀女性女優賞ライジングスター賞  | Pimchanok Luevisadpaibul                         | ノミネート |
| 2011   | セブンティーンチョイスアワード     | 最もホットな男                      | マリオ・マウラー                                 | ノミネート |

## 続編
2012年にこの映画の続編製作が発表された。発表によれば、同じチームによる製作であるとのことだった。しかし、この続編についてさらなる発表はまだ行われていない。

## リメイクと翻案
2019年、この映画は、ライ・グァンリン主演の「A Little Thing Called First Love」というタイトルの中国のウェブシリーズとして翻案され、湖南テレビで放送された。

## 注記
1. ↑  "สิ่ง"は「物、もの」を示すタイ語、"เล็ก"は「小さい」を示すタイ語で、"เล็ก"を繰り返して修飾することで、「とても小さなもの」を表す。"ที่"は、英語でいう関係代名詞に相当する言葉、"เรียกว่า"は「と言われる」といった意味を表す。さらにタイ語で"รัก"は「愛」という意味で、すべて合わせて「愛と言われるとても小さなもの」といった意味になる。